# Juris Laizāns
Juris Laizāns (ur. 6 stycznia 1979 w Rydze) – łotewski piłkarz występujący na pozycji pomocnika, zawodnik rosyjskiego klubu Fakieł Woroneż. W reprezentacji Łotwy zadebiutował w 1998 roku, wystąpił w finałach Euro 2004, a do września 2009 rozegrał w reprezentacji 98 meczów, zdobywając w nich 15 bramek. Strzelił bramkę Polsce w meczu eliminacyjnym do mistrzostw Europy 2004 rozegranym w Warszawie, przegranym 0:1.
Laizāns trzykrotnie wywalczył z zespołem Skonto mistrzostwo Łotwy (1998, 1999, 2000), z CSKA Moskwa wywalczył mistrzostwo Rosji w 2004 roku, Puchar Rosji w 2005 oraz Puchar UEFA, również w 2005.